# Cam thảo
Cam thảo (tiếng Trung: 甘草, nghĩa đen: cỏ ngọt) hay cam thảo bắc hoặc lộ thảo (tên trong Đông y) (danh pháp khoa học: Glycyrrhiza uralensis) là một loài thực vật có hoa bản địa châu Á, một trong khoảng 18 loài của chi Cam thảo (Glycyrrhiza).

## Phân bố
Loài này là bản địa Trung Quốc (Cam Túc, Hà Bắc, Hắc Long Giang, Liêu Ninh, Ninh Hạ, Nội Mông, Sơn Đông, Sơn Tây, Tân Cương, Thanh Hải, Thiểm Tây), Afghanistan, Kazakhstan, Kyrgyzstan, Mông Cổ, Nga, Pakistan và Tajikistan. Du nhập vào bán đảo Triều Tiên.

## Miêu tả
Cây lâu năm, cao tới 0,6 m, tỏa rộng tới 0,4 m. Hoa lưỡng tính, ra hoa từ tháng 6 tới tháng 8. Quả chín trong khoảng từ tháng 7 tới tháng 10.

## Sử dụng y học
Cam thảo là một trong 50 vị thuốc cơ bản được sử dụng trong y học cổ truyền Trung Hoa, với tên gọi của nó trong tiếng Trung là 甘草 (gān cǎo, cam thảo).